# Ai Weiwei
Ai Weiwei (Pequim, 28 de agosto de 1957) é um artista, arquiteto, artista plástico, pintor e ativista social chinês.
Desde 2020 vive em Montemor-o-Novo, Portugal.

## Trabalho artístico
Ai Weiwei foi o assessor artístico na construção do Ninho de Pássaro (Estádio Nacional de Pequim), onde foram celebrados os Jogos Olímpicos de Pequim de 2008, que foi uma empreitada conjunta entre os arquitetos Jacques Herzog e Pierre de Meuron de Herzog & de Meuron, o arquiteto Stefan Marbach e Ai Weiwei.
Na América Latina, Ai Weiwei realizou algumas das suas exposições artísticas marcantes, com foco nos refugiados internacionais da atualidade e sua origem chinesa, em três países: na Argentina, no Chile e no Brasil. Na Argentina e no Chile a exposição de nome Ai Weiwei: Inoculación foi sediada na Fundación Proa em Buenos Aires e na Fundación CorpArtes em Santiago de Chile. Já o Brasil foi o país onde a sua exposição de maior acervo até então ocorreu: Raiz: Ai Weiwei foi sediada em São Paulo na Oca do Parque Ibirapuera, em Belo Horizonte no Centro Cultural Banco do Brasil, e em 20 de agosto de 2019 foi para o Rio de Janeiro. Em todos os locais onde passou com seu trabalhos artísticos, o chinês utilizou de elementos regionais para compor a galeria, como a 200 Ex-Votos em que ele usou dos trabalhadores locais do Juazeiro do Norte para a realizar a obra.
Foi o autor do filme documentário Coronation, filmado numa cidade de Wuhan em confinamento devido a ser primeira cidade no mundo a ser atingida pela  Pandemia de COVID-19.

## Trabalho como ativista
Foi especialmente conhecido por suas críticas à construção de uma instalação escolar destruída durante o terremoto de Sichuan de 2008. Em novembro de 2010, ficou em prisão domiciliar depois de anunciar a organização de uma confraternização para o dia 7 de novembro em Xangai, com a que pretendia denunciar a demolição do seu estúdio nessa cidade, ação ordenada e executada pelas autoridades chinesas em razão de sua ilegalidade. Por sua parte, Ai Weiwei negou, assinalando que tinha o beneplácito das autoridades de Xangai e que a atuação do governo só obedecia a um castigo contra ele por seu apoio à dissidência no país. Pouco depois, o governo chinês ordenou demolir seu estúdio, no qual havia investido um milhão de euros.
Em 3 de abril de 2011, Ai Weiwei acabou sendo preso pelas autoridades chinesas quando embarcava para Hong Kong. Poucas horas após sua detenção, seu estúdio em Pequim foi invadido por mais de 40 policiais. Dezenas de itens foram confiscados e funcionários foram interrogados. Passou três meses detido num local secreto.
Em 21 de novembro de 2011 foi divulgada uma foto onde Ai Weiwei e mais quatro mulheres aparecem nus. O ato eclodiu com a ação diversas pessoas que publicaram fotos nus em apoio ao artista e protestando contra o governo chinês com o argumento de que nudez não é pornografia.

## Reconhecimento
Em 4 de outubro de 2023, Ai Weiwei recebeu o grau de doutor honoris causa pela Universidade de Évora.